# Fabian Drescher
Fabian Drescher (* 26. Oktober 1982 in Berlin) ist ein deutscher Rechtsanwalt und Fußballfunktionär. Ab Januar 2024 war er kommissarischer und ist seit dem 17. November 2024 gewählter Präsident von Hertha BSC. 

## Leben

### Beruflicher Werdegang
Nach seinem Abitur am Berliner Freiherr-vom-Stein-Gymnasium und dem Grundwehrdienst beim Sanitätsdienst der Bundeswehr studierte Drescher Jura an der Universität Potsdam. Das Studium schloss er nach dem Referendariat am Kammergericht Berlin mit dem zweiten juristischen Staatsexamen ab. Seitdem ist Drescher als Rechtsanwalt mit den Schwerpunkten Miet- und Wohneigentums-, Arbeits- sowie Familienrecht.

### Hertha BSC
Mit 14 Jahren nahm ihn sein Vater das erste Mal mit ins Olympiastadion, ein Jahr später folgte die erste Dauerkarte. Ab 2012 engagierte sich Drescher in der Vereinsarbeit: Zunächst unterstützte er die Fanhilfe des Förderkreises Ostkurve, wurde 2013 Mitglied des Vereinsgerichts und 2016 Mitglied des Präsidiums, in dem er ab 2022 als Vizepräsident tätig war. Nach dem Tod von Präsident Kay Bernstein am 16. Januar 2024 übernahm er das Amt kommissarisch. Am 17. November 2024 wurde er mit 2.983 von 3.651 gültigen Stimmen bei vier Gegenkandidaten für vier Jahre zum Präsidenten von Hertha BSC gewählt.

## Privates
Drescher ist verheiratet und hat zwei Kinder.